# Fome Doji bara

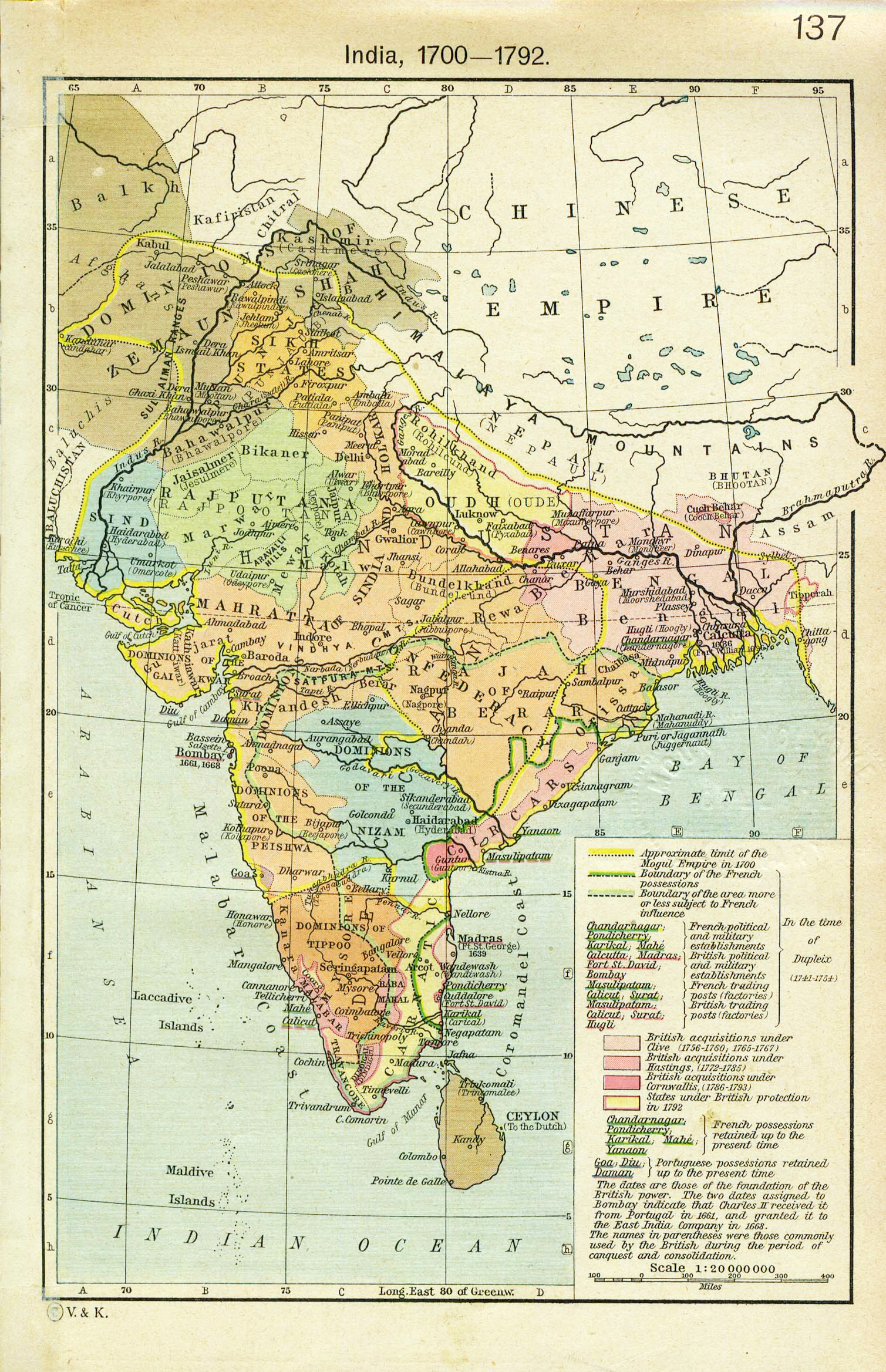
Mapa da Índia antiga.

A fome Doji bara de 1791-92 na Ásia Meridional foi consequência de um evento de El Niño, que durou de 1789 até 1795, produzindo longas secas. O evento El Niño, registrado por William Roxburgh, um cirurgião da Companhia das Índias Orientais, em uma série de observações meteorológicas pioneiras, causou uma falha no período das monções por quatro anos consecutivos, tendo início em 1789.
A fome resultante, que foi severa, causou mortalidade generalizada no Estado de Hyderabad, no Império Maratha, Decão, Guzerate e Marwar, todos ainda governados por Indianos. Na Presidência de Madras, governado pela Companhia das Índias Orientais, a fome foi menos severa, e onde os registros foram mantidos, metade da população de alguns distritos morreram. Em outra áreas, como o Distrito de Bijapur, apesar de não haver registros, tanto a fome como o ano de 1791 passaram ser conhecidos no folclore local como Doji bara ou Fome da Caveira, e segundo a história, é dito que a terra foi "coberta com os crânios dos mortos não enterrados". Assim como a Fome Chalisa uma década antes, muitas áreas foram depopuladas, tanto pelas mortes como pelas migrações. É estimado que cerca de 11 milhões de pessoas morreram entre os anos de 1789 até 1792 como resultado da fome ou das epidemias que se seguiram.

## Leitura complementar
- Grove, Richard H.(2007),"«The Great El Nino of 1789–93 and its Global Consequences: Reconstructing an Extreme Climate Event in World Environmental History» (em inglês)",The Medieval History Journal10 (1&2):  75-98, <http://dx.doi.org/10.1177/097194580701000203>
- Imperial Gazetteer of India vol. III(1907),«The Indian Empire, Economic (Chapter X: Famine, pp. 475–502» (em inglês) , Published under the authority of His Majesty's Secretary of State for India in  Council, Oxford at the Clarendon Press.  Pp. xxx, 1 map, 552.
- Arnold, David&R. I. Moore(1991),«Famine: Social Crisis and Historical Change (New Perspectives on the Past)» (em inglês) , Wiley-Blackwell.  Pp. 164, ISBN 0631151192
- Mellor, John W.&Sarah Gavian(1987),"«Famine: Causes, Prevention, and Relief» (PDF) (em inglês)",Science (New Series)235 (4788):  539-545, <http://www.jstor.org/stable/pdfplus/1698676.pdf>